# Molière de la compagnie
Palmarès du Molière de la compagnie (et nominations) :
- 2005 : Théâtre du Soleil pour Le Dernier Caravansérail
  - Compagnie Le Diletantte pour Les Muses orphelines
  - Compagnie Jean-Louis Hourdin pour Woyzeck de Georg Büchner
  - Compagnie Italienne avec orchestre pour Italienne scène et orchestre
  - Théâtre de la Tentative pour La Gelée d'arbre de Hervé Blutsch
  - Théâtre de la Véranda pour La Bonne Âme du Se-Tchouan de Bertolt Brecht

- 2006 : Julie Brochen pour Hanjo au Théâtre de l'Aquarium
  - La Belle Meunière pour Au milieu du désordre
  - Les Caramels fous pour Les Dindes galantes (Bandes annonces du spectacle)
  - Le Soleil bleu pour Du mariage au divorce
  - Philippe Genty pour La Fin des terres
  - La Cotillard compagnie pour Moi aussi, je suis Catherine Deneuve de Pierre Notte

- 2008 : La Petite Catherine de Heilbronn d'Heinrich von Kleist, mise en scène André Engel, Compagnie Le Vengeur masqué
  - Le Cirque invisible de Victoria Chaplin et Jean-Baptiste Thierrée
  - Les Fourberies de Scapin de Molière, mise en scène Émilie Valantin (Théâtre du Fust-Montélimar)
  - Je tremble de Joël Pommerat (Compagnie Louis Brouillard)
  - Juste la fin du monde de Jean-Luc Lagarce, mise en scène François Berreur (Cie Les Intempestifs)
  - Meilleurs Souvenirs de Grado de Franz Xaver Kroetz, mise en scène Benoît Lambert (Théâtre de la tentative)
  - Le Mendiant ou la mort de Zand de Iouri Olecha, mise en scène Bernard Sobel

Palmarès du Molière des compagnies (et nominations) :
- 2009 : L'Oral et Hardi de Jean-Pierre Verheggen, mise en scène Jacques Bonnaffé, Compagnie Faisan
  - Feux (Rudimentaire/La Fiancée des Landes/Forces) d'August Stramm, mise en scène Daniel Jeanneteau et Marie-Christine Soma, Compagnie La part du vent
  - Le Jour se lève, Léopold ! de Serge Valletti, mise en scène Michel Didym, Compagnie Boomerang
  - Madame de Sade de Yukio Mishima, mise en scène Jacques Vincey, Compagnie Sirènes

- 2010 : Cercles/fictions, mise en scène Joël Pommerat : Compagnie Louis Brouillard
  - Les Estivants, mise en scène Éric Lacascade : Compagnie Éric Lacascade
  - La Ménagerie de verre, mise en scène Jacques Nichet : Compagnie de l’Inattendu
  - Le Père Tralalère, mise en scène Sylvain Creuzevault : Compagnie D’Ores et Déjà

- 2011 : Ma chambre froide, Joël Pommerat/Cie Louis Brouillard
  - Dom Juan, René Loyon/Cie RL
  - Les Femmes savantes, Marc Paquien/Cie de l’Intervention
  - Le Mardi à Monoprix d'Emmanuel Darley, Michel Didym/Cie Boomerang